# Theone
Theone es un género de escarabajos de la familia Chrysomelidae. El género fue descrito científicamente primero por Gistel en 1857. Esta es una lista de especies perteneciente a este género:
- Theone afghanistanica Mandl, 1968
- Theone costipennis Kirsch, 1880
- Theone filicornis (Jakob, 1957)
- Theone margelanica (Kraatz, 1882)
- Theone octocostata (Weise, 1912)
- Theone ornata (Jakob, 1957)
- Theone silphoides Dalman, 1823